# Dernier
Il Dernier (o meglio: Dernière) è un gioco di carte antesignano di giochi come Uno o Solo, che può essere giocato da 3 o più persone. Deve essere giocato velocemente: gli elementi chiave del suo fascino sono i frequenti colpi di scena e la concitazione del gioco. È in buona parte (ma non completamente) un gioco di fortuna.

## Regole

### Regole generali
Le regole specifiche del gioco esistono in numerose varianti. Si gioca con le carte francesi, jolly inclusi, generalmente un singolo mazzo (ma se i giocatori sono numerosi si può scegliere di usare due o più mazzi).
Il mazziere distribuisce inizialmente a ogni giocatore un uguale numero di carte, e posiziona il mazzo al centro del tavolo, scoprendo la prima carta e deponendola accanto al mazzo; come nella scala quaranta, questa carta vale come "primo scarto". Alcune fonti riportano 5 come numero di carte iniziale da distribuire i giocatori; alcune varianti prevedono che il mazziere possa scegliere liberamente quante carte distribuire.
Il turno di gioco procede solitamente in senso antiorario.
Il giocatore di turno può scartare una delle proprie carte a patto che sia dello stesso seme o dello stesso valore dell'ultima scartata. Se non può o non vuole scartare, pesca una carta dal mazzo.
Lo scopo del gioco è quello di liberarsi di tutte le proprie carte, rimanendo con una mano vuota; il primo giocatore che arriva a scartare l'ultima delle sue carte vince. Quando un giocatore scarta la penultima carta, e prima che questa abbia toccato il tavolo da gioco, è tenuto a proclamare dernier! (in francese: "l'ultima!"). Se dimentica di fare questa dichiarazione, subisce una penalità che consiste nel pescare un certo numero di carte (anche questo diverso a seconda delle varianti, per esempio 2) dal mazzo.

### Carte speciali
Alcune carte hanno particolari effetti quando vengono scartate. Ci sono diverse tradizioni circa quale tipo di carta abbia quale effetto, e su altri dettagli. Una possibile versione prevede le seguenti regole:
- il fante consente al giocatore che lo ha scartato di cambiare il seme di gioco, dichiarando quale seme dovrà considerarsi per il prossimo scarto;
- la donna fa saltare il turno al giocatore successivo;
- il re inverte il senso di gioco da orario ad antiorario e viceversa;
- l'asso obbliga il giocatore seguente a pescare 3 carte. Se però tale giocatore possiede a sua volta un asso, può "rispondere" scartandolo; in questo caso evita la penalità e costringe il giocatore ancora successivo a pescare 3+3=6 carte. La cosa può essere ripetuta creando "catene di assi" che possono portare fino a una penalità di 12 carte (o 24 con due mazzi). Un giocatore può rispondere a un asso anche con un jolly; in questo caso il giocatore successivo dovrebbe pescare 5 anziché 3 carte aggiuntive. Una catena di assi e jolly quindi può condurre a una penalità massima di 22 carte.
- il jolly ha la stessa funzione dell'asso, ma obbliga a pescare 5 carte. In questo caso, il giocatore che subisce il jolly può rispondere solo col jolly (la catena massima iniziata da un jolly può portare a 10 carte di penalità).
- il sette fa pescare al giocatore precedente una carta; non si può "rispondere".

Sia nel caso del jolly che dell'asso, il turno passa al giocatore che subisce la penalità. Se l'ultima carta scartata è un jolly, è possibile scartare qualsiasi carta.

### Regole di comportamento
Il dernier è particolarmente divertente se giocato con una certa velocità. Alcune varianti prevedono un tempo massimo per la giocata (per esempio 5 secondi), scaduto il quale il giocatore di turno subisce una penalità (perde il turno e/o pesca una carta).
In alcune varianti si considera altrettanto importante che i giocatori non parlino (se non nei modi previsti dal gioco, ovvero per annunciare il dernier o il seme deciso con un fante), e si prevedono penalità conseguenti. D'altra parte, nel "dernier parlato" gli accordi fra i giocatori (per esempio per lanciare catene di assi, jolly o 7 ai danni di un avversario che ha dichiarato dernier) contribuiscono a movimentare il gioco.

## Varianti
Alcuni attribuiscono alla carta di valore 6 l'effetto di far saltare il turno al giocatore successivo, e alla donna l'effetto di invertire il senso di gioco. In alcune varianti non è possibile rispondere a un asso con un jolly. In alcune varianti, anche al 7 si può rispondere, con la possibilità di creare "catene" che si propagano all'indietro rispetto al senso di gioco (in questo caso è spesso controversa la regola che stabilisce a chi spetti il turno al termine della catena).
Dernier può essere giocato anche con le carte italiane. Il cavallo corrisponde alla donna e la penalità dell'asso di solito è inferiore (1-2 carte) date le minori dimensioni del mazzo.

### Anticipo
Nelle partite giocate con più di un mazzo di carte, alcuni ammettono un'ulteriore regola che consente a un giocatore in possesso di una carta identica a quella in cima al mazzo (stesso seme e stesso valore) di scartarla immediatamente, anche al di fuori del proprio turno, dichiarando "anticipo!". Questo non può essere fatto se in cima al mazzo c'è presente un fante e non è ancora stato deciso il seme.

### Centocinque
Variante giocata con le carte napoletane, diffusa soprattutto nel sud Italia. Al termine di ogni smazzata, i giocatori a cui sono rimaste carte in mano sommano il loro punteggio negativo. Ogni carta ha come valore il proprio valore facciale (es. il Due sono due punti, il Tre sono tre e così via), tranne per il Nove che vale 25 punti. Talvolta in alcune varianti l'Asso vale undici punti e il Due ne vale venti. Il gioco termina con la sconfitta di uno dei partecipanti quando questi raggiunge o supera il limite di 105 punti. Altre varianti analoghe o differenti denominazioni del gioco diffuse in Italia, prendono il nome di Gnagno, Centouno, Ultima e Briscola russa.